# 아라이 아키노
아리이 아키노(일본어: 新居 昭乃, 1959년 8월 21일 ~)는 일본의 가수, 작곡가, 작사가로, 다양한 애니메이션 테마곡과 쇼를 위한 곡을 불렀으며, 참여 작품으로는 로도스도 전기, 나의 지구를 지켜줘, 마크로스 플러스, 아웃로 스타, 카제 노 스티그마, 아리아 등이 있다.